# Landbank Horlofftal
Die Landbank Horlofftal eG ist eine Genossenschaftsbank mit Sitz in der hessischen Stadt Reichelsheim im Wetteraukreis.

## Geschichte
Die heutige Landbank Horlofftal eG wurde am 19. Februar 1896 gegründet und fusionierte zuletzt 1972 mit der Spar- und Darlehnskasse Beienheim eGmbH mit dem Sitz in Beienheim. Zuvor fusionierte sie im Jahr 1970 mit der Spar- und Darlehnskasse Weckesheim eGmbH mit dem Sitz in Weckesheim, 1965 mit der Spar- und Darlehnskasse Blofeld eGmbH mit dem Sitz in Blofeld und im Jahr 1962 mit der Spar- und Darlehnskasse Leidhecken eGmbH mit dem Sitz in Leidhecken.

## Rechtsverhältnisse
Die Landbank Horlofftal eG (lt. GnR „Landbank Horlofftal eingetragene Genossenschaft“) ist im Genossenschaftsregister beim Amtsgericht Friedberg unter GnR 213 eingetragen.

## Organisationsstruktur
Rechtsgrundlagen sind das Genossenschaftsgesetz und die durch die Generalversammlung beschlossene Satzung. Organe der Bank sind der Vorstand, der Aufsichtsrat und die Generalversammlung.

## Sicherungseinrichtung
Die Landbank Horlofftal eG ist der amtlich anerkannten Sicherungseinrichtung des Bundesverbandes der Deutschen Volksbanken und Raiffeisenbanken GmbH und der zusätzlichen freiwilligen Sicherungseinrichtung des Bundesverbandes der Deutschen Volksbanken und Raiffeisenbanken e.V. angeschlossen.

## Geschäftsausrichtung
Die Landbank Horlofftal eG betreibt das Universalbankgeschäft. Im Verbundgeschäft arbeitet sie mit der DZ Bank, R+V Versicherung, Bausparkasse Schwäbisch Hall, Teambank, VR Leasing,  DZ Hyp und der Union Investment zusammen.

## Geschäftsgebiet
Das Geschäftsgebiet liegt in der Mitte des Wetteraukreises.
Neben der Geschäftsstelle am Sitz der Bank werden keine weiteren Geschäftsstellen betrieben.